# موروآ
موروآ (انگلیسی: Morroa) نام شهری در کشور کلمبیا است.